# Spiranthes cernua
Espèce
Spiranthes cernua est une espèce de plantes à fleurs de la famille des Orchidaceae (les orchidées) vivant dans l'est du Canada, et dans l'est et le centre des États-Unis.
C'est une plante de 30 à 60 cm de haut dont les fleurs blanches apparaissent d'août à novembre.

## Synonymes
- Ophrys cernua L.
- Limodorum autumnale Walter
- Spiranthes annua Lesq. ex Brandeger & Coville
- Neottia cernua (L.) Sw.
- Gyrostachys cernua (L.) Kuntze
- Gyrostachys constricta Small
- Spiranthes constricta (Small) K.Schum.
- Ibidium cernuum (L.) Bouse
- Triorchis cernua (L.) Nieuwl.

## Galerie

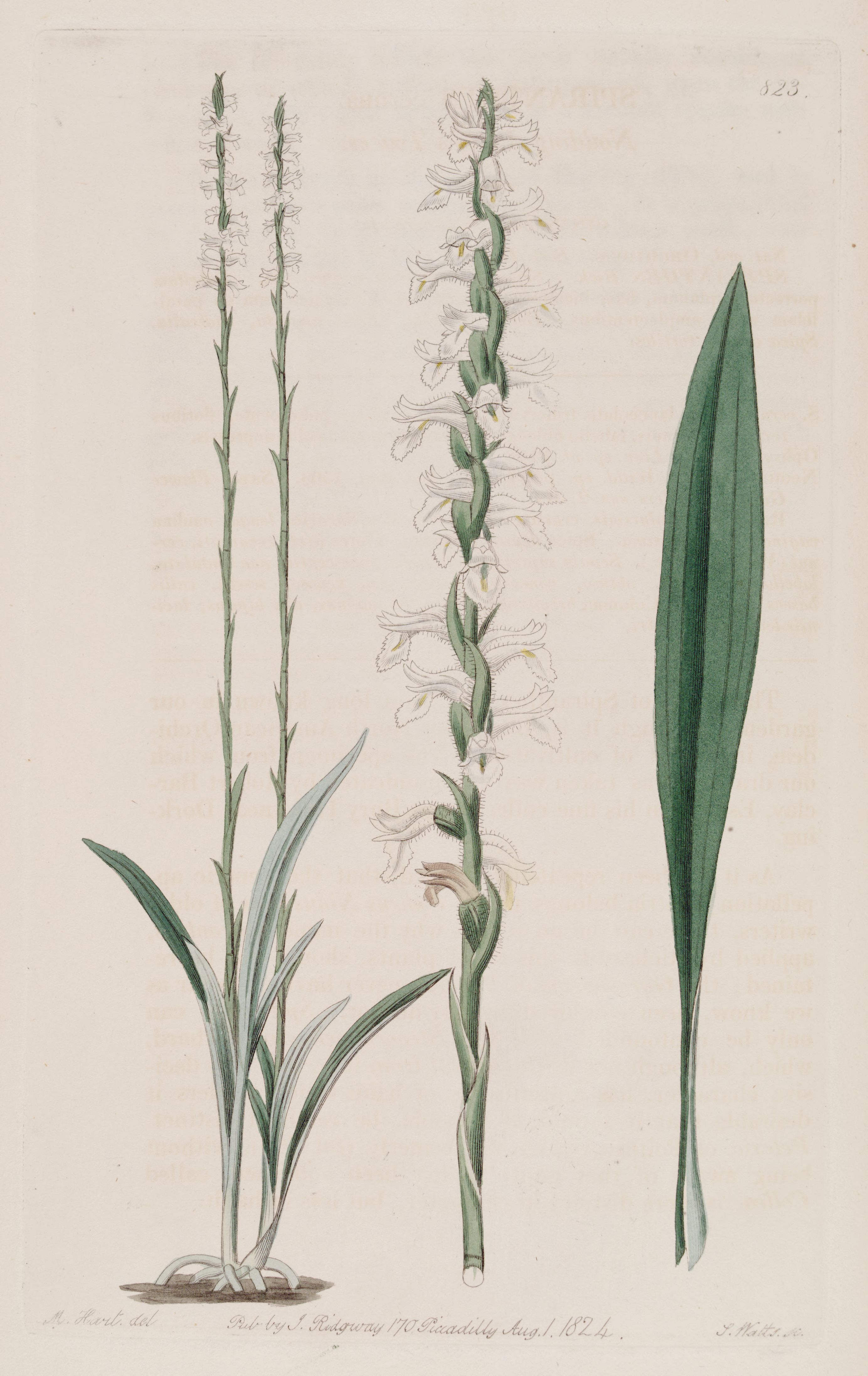
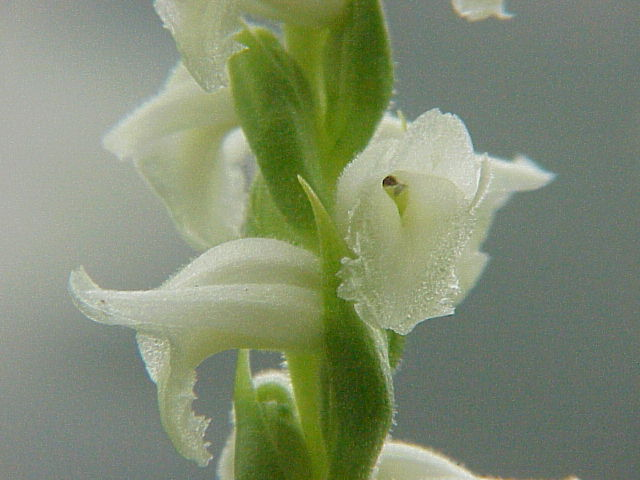